# PGA National Golf Club
De PGA National Golf Club maakt deel uit van de PGA National Resort & Spa in Palm Beach Gardens en is de thuisbasis van de Amerikaanse PGA.
De Amerikaanse PGA was voorheen van 1964-1973 gevestigd op de nabijgelegen BallenIsles Country Club. Daar werd op de East Course van 1966-1973 de Senior PGA gespeeld.

## Banen
De PGA National beschikt over vijf golfbanen:
The Haig
DIt is de oudste baan. Hij werd vernoemd naar de beroemde Walter Hagen en werd op 4 maart 1980 geopend.
The Squire
De tweede baan werd op 30 oktober geopend. Hij werd vernoemd naar Gene Sarazen, de eerste golfprofessional die een Grand Slam won. Deze bestaat tegenwoordig uit het Brits- en Amerikaans Open, de Masters en het Amerikaanse PGA kampioenschap 

Bobby Jones was amateur toen hij als eerste in 1930 de Grand Slam won. Deze bestond toen uit het US Open, het Brits Open, het US amateurkampioenschap en het Brits amateurkampioenschap.
The Champion
De derde baan werd op 17 november 1981 geopend. Hij wordt voor de belangrijkste toernooien gebruikt. Hier werd in 1983 de Ryder Cup gespeeld en sindsdien zijn hier de USPGA en de Senior PGA gespeeld, en sinds 2007 wordt hier de Honda Classic gespeeld.
In 2002 werd de baan voor 54.000.000 veranderd op aanwijzingen van Arnold Palmer. Hole 15-16-17 wordt wel de Bear Trap (berenval) genoemd.
The Palmer
De vierde baan is een ontwerp van Arnold Palmer. Hij werd op 28 februari 1984 geopend.
The Estate
Dit is een golfbaan die net buiten de resort ligt. Deze begon in november 1984 als de Stonewall Golf Club, maar werd in 1988 door de PGA National overgenomen.